# NGC 6442
NGC 6442 est une vaste galaxie elliptique située dans la constellation d'Hercule. Sa vitesse par rapport au fond diffus cosmologique est de 6 290 ± 22 km/s, ce qui correspond à une distance de Hubble de 92,8 ± 6,5 Mpc (∼303 millions d'al). NGC 6442 a été découverte par l'astronome allemand Albert Marth en 1864.